# Librería de Mujeres
La Librería de Mujeres va ser fundada a Madrid (Espanya), l'any 1978. Alberga produccions d'obres de temàtica feminista, narrativa femenina i contes no sexistes en diferents idiomes escrits per dones en la seva majoria, i aquells autors homes que apareixen són referents a la temàtica.
El 1978, en plena transició espanyola, no existia el dret de reunió (de la mateixa manera que no existia el dret de divorci ni de la interrupció voluntària de l'embaràs), així que una feminista, Jimena Alonso, al costat de Cristina Alberdi, Cristina Pérez Fraga, Celia Amorós, Carlota Bustelo, Ángela Cerrillo, Manuela Carmena i Felicitat Orquín, entre d'altres, varen plantejar la iniciativa de comptar amb una llibreria que permetés a les dones reunir-se de manera periòdica. La cooperativa encapçalada per 200 dones van aconseguir establir un espai estable, que es va situar al carrer Sant Cristóbal, proper la Plaça del Sol i la Plaça Major, i es denominà Librería de Mujeres — Centro de Encuentro.
El 1986 a causa de diversos problemes, la cooperativa llibreria es va traspassar. Lola Pérez, Elena Lasheras i Ana Domínguez van negociar els deutes i van rellançar l'espai que actualment es troba en la ubicació inicial.